# Parker School
Parker School é uma região censitária localizada no estado americano de Montana, no Condado de Chouteau e Condado de Hill.

## Demografia
Segundo o censo americano de 2010, a sua população era de 340 habitantes.

## Geografia
De acordo com o United States Census Bureau tem uma área de
20,3 km², dos quais 20,3 km² cobertos por terra e 0,0 km² cobertos por água.

## Localidades na vizinhança
O diagrama seguinte representa as localidades num raio de 12 km ao redor de Parker School.